# 廷頓福爾斯 (新澤西州)
廷頓福爾斯（英語：Tinton Falls）是位於美國新澤西州蒙茅斯縣的自治市鎮。

## 人口
根據2020年美國人口普查的數據，廷頓福爾斯的面積為40.42平方千米，當中陸地面積為40.08平方千米，而水域面積為0.33平方千米。當地共有人口19181人，而人口密度為每平方千米475人。